# Zeeslag bij de Oostelijke Salomonseilanden

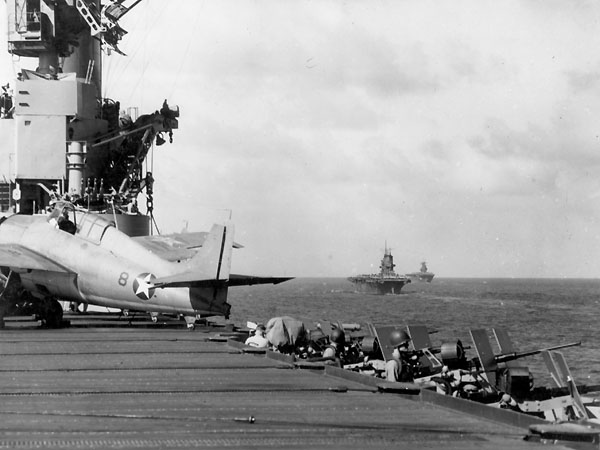
Amerikaanse vliegdekschepen USS Wasp (CV-7) (vooraan), USS Saratoga (CV-3) en USS Enterprise (CV-6) (achteraan) bij Guadalcanal op 12 augustus 1942

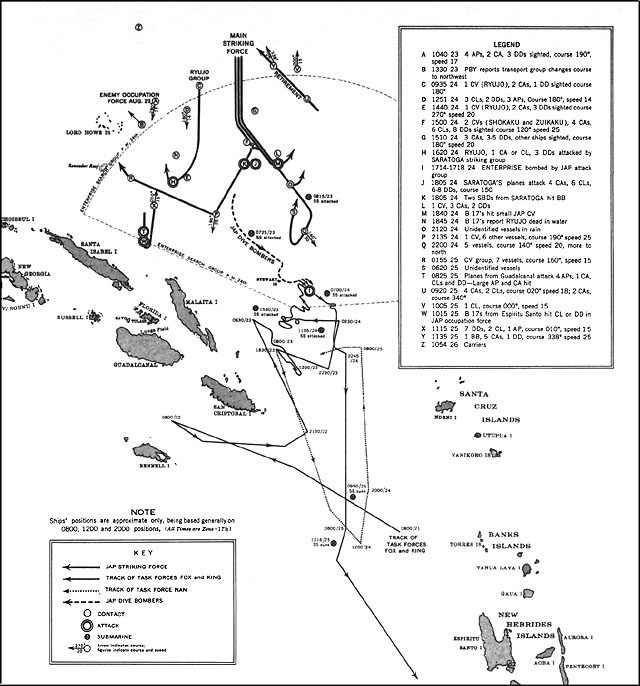
Kaart met de Japanse schepen bovenaan en de Amerikaanse schepen onderaan. Guadalcanal is het grote, ovale eiland links in het midden.

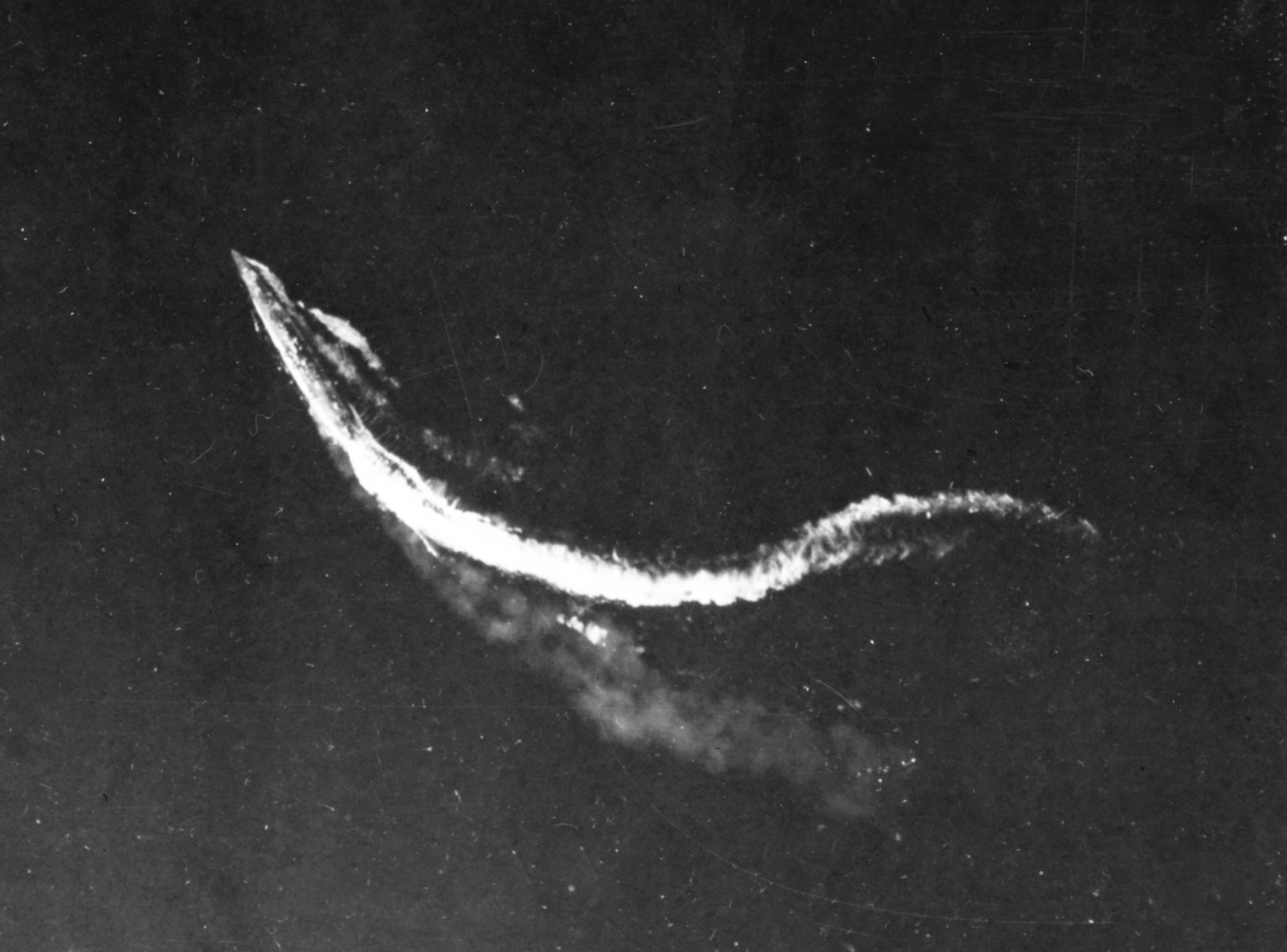
De Tone ontwijkt bommen van een B-17 Flying Fortress

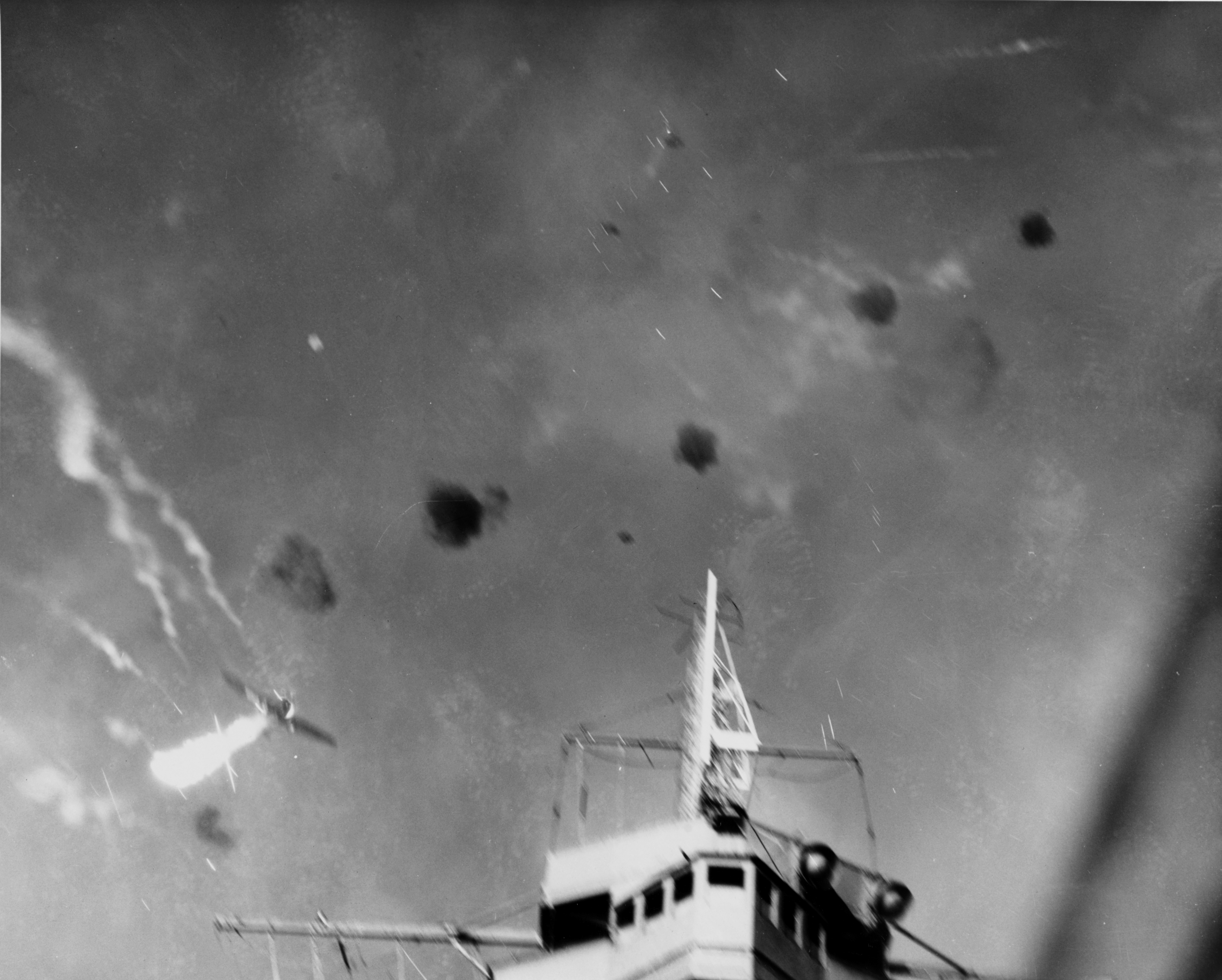
Luchtafweer van de USS Enterprise (CV-6) haalt een "Val" duikbommenwerper neer.

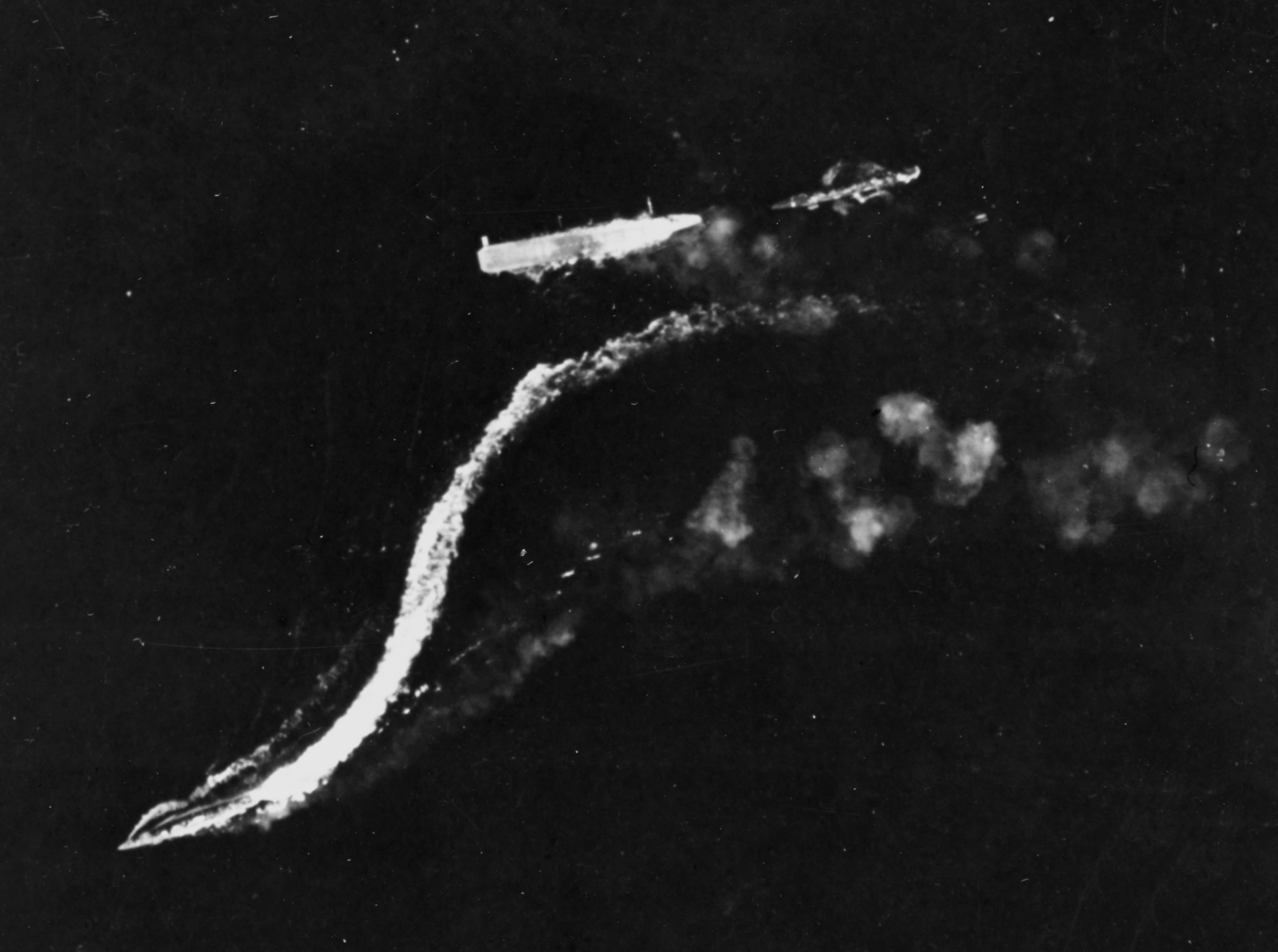
B-17 Flying Fortress bommenwerpers vallen de Ryujo rechts in het midden aan op 24 augustus 1942. De torpedobootjagers Amatsukaze (midden onderaan) en Tokitsukaze rechts in het midden ontwijken bommen

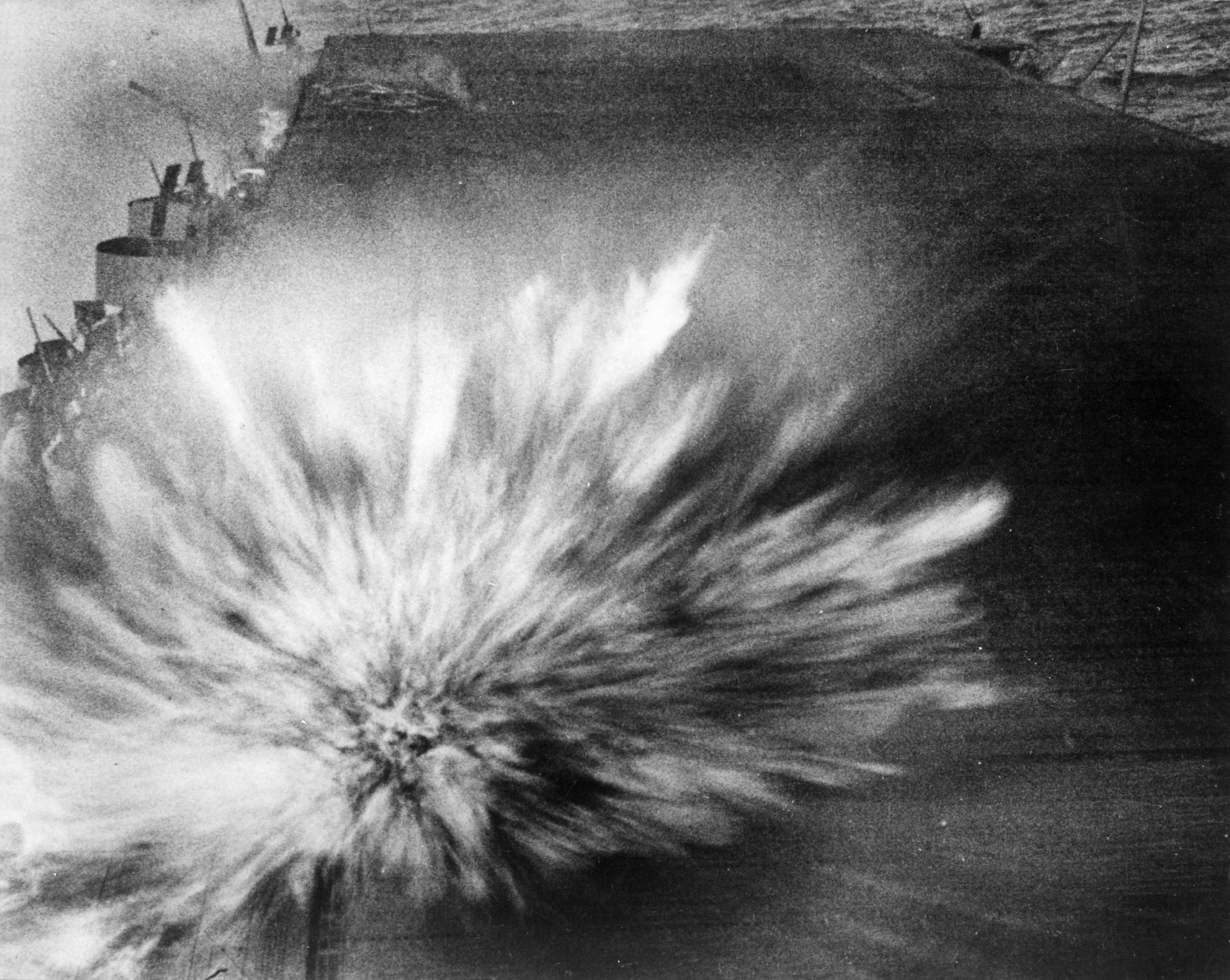
De derde bom treft de USS Enterprise (CV-6). Boven rechts is rook van de twee eerste treffers.

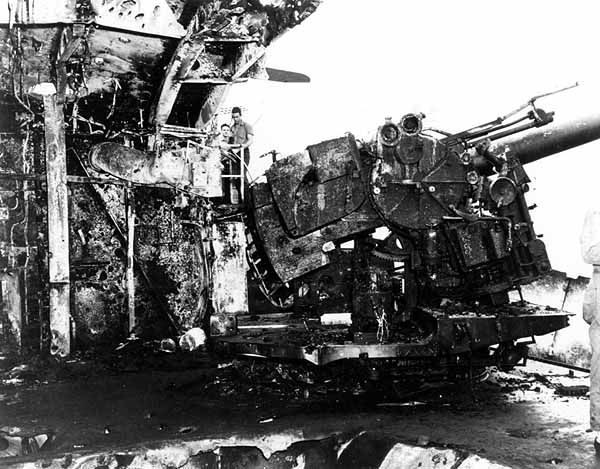
Schade aan een 125 mm kanon van de USS Enterprise (CV-6)

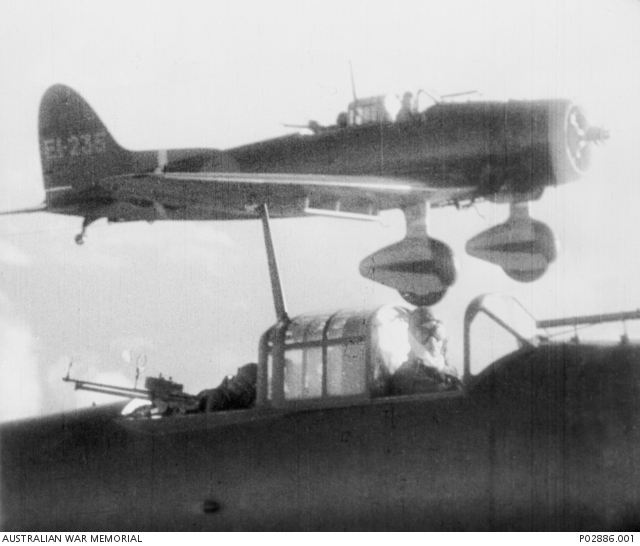
"Val" duikbommenwerpers keren terug op de Shokaku

De Zeeslag bij de Oostelijke Salomonseilanden, ook bekend als de Zeeslag bij de Stewardeilanden of in de Japanse bronnen als de Tweede Zeeslag in de Salomonzee (第二次ソロモン海戦, Dai-ni-ji Soromon Kaisen) was een zeeslag op 24 en 25 augustus 1942 in de Salomonzee tussen vliegdekschepen van de United States Navy en de Japanse Keizerlijke Marine tijdens de Slag om Guadalcanal in de Tweede Wereldoorlog. Net zoals in de Slag in de Koraalzee en de Slag bij Midway zagen de vijandelijke schepen elkaar niet en voerden vliegtuigen alle aanvallen uit.

## DrieTask Forces
Op 7 augustus 1942 waren eenheden van het United States Marine Corps geland op Guadalcanal, Tulagi en de Florida-eilanden in de Salomonseilanden. Het doel was om de vaarroutes tussen de Verenigde Staten en Australië te beveiligen en om de Japanse basis in Rabaul te isoleren en de Slag om Nieuw-Guinea te steunen. De landingen vormden het begin van de Slag om Guadalcanal die een half jaar zou duren.
Drie Amerikaanse Task Forces met vliegdekschepen ondersteunden de landingen.
- Task Force 11 met USS Saratoga (CV-3)
- Task Force 16 met USS Enterprise (CV-6)
- Task Force 18 met USS Wasp (CV-7).

Elke task force beschikte over een begeleidend slagschip, kruisers en torpedobootjagers. Bij task force 18 waren ook de Australische kruisers HMAS Australia en HMAS Hobart.
Viceadmiraal Frank Jack Fletcher voerde het opperbevel aan boord van zijn vlaggenschip USS Saratoga (CV-3). De vliegdekschepen gaven luchtsteun aan de landingen en beschermden tegen luchtaanvallen vanuit Rabaul.
Na de landingen bleven ze ter plaatse met vier opdrachten
1. de verbinding tussen de basissen in Nieuw-Caledonië en Espiritu Santo beveiligen
2. de grondtroepen op Guadalcanal en Tulagi steunen tegen tegenaanvallen
3. de aanvoer van voorraden beveiligen
4. Japanse oorlogsschepen aanvallen en vernietigen

Van 15 tot 20 augustus beveiligden de vliegdekschepen de levering van bommenwerpers en jachtvliegtuigen op het vliegveld Henderson Field op Guadalcanal.

## Operatie “Ka”
Admiraal Isoroku Yamamoto bereidde een tegenaanval voor: “Operatie Ka”. Ka is de eerste lettergreep (ガ) van Guadalcanal (ガダルカナル島) in het Japans.
Op 16 augustus 1942 vertrok een konvooi van drie trage troepentransportschepen Kinryu Maru, Boston Maru en Daifuku Maru met 1411 Japanse soldaten van het 28e regiment infanterie Kiyonao Ichiki met 1000 speciale landingstroepen vanuit de Chuukeilanden naar Guadalcanal. De troepen waren oorspronkelijk bedoeld om Midway te bezetten, maar dat was afgelast na de verloren Slag bij Midway.
Het konvooi werd begeleid door schout-bij-nacht Raizō Tanaka op de lichte kruiser Jintsu, acht torpedobootjagers en vier patrouilleboten, de torpedobootjagers Shimakaze, Nadakaze, Suzuki en Tsuta omgebouwd voor troepentransport.
Zes torpedobootjagers zetten het eerste contingent van 917 soldaten waaronder Ichiki af op Guadalcanal in de ochtend van 19 augustus.
Vanuit Rabaul vertrokken ook vier zware kruisers onder bevel van viceadmiraal Gunichi Mikawa om steun te bieden. Die kruisers hadden eerder de Zeeslag bij het eiland Savo gewonnen.
Tanaka wilde zijn troepen op 24 augustus aan land zetten.
Op 21 augustus vertrokken nog drie groepen van de Ka macht uit de Chuukeilanden.
1. De voorhoede met vijf zware kruisers, een lichte kruiser, zes torpedobootjagers en de drager van watervliegtuigen Chitose onder bevel van viceadmiraal Nobutake Kondō.
2. De hoofdmacht met de vliegdekschepen Shōkaku en Zuikaku, het escorte vliegdekschip Ryūjō, een zware kruiser en acht torpedobootjagers onder bevel van viceadmiraal Chuichi Nagumo op de Shōkaku.
3. De achterhoede met twee slagschepen, drie zware kruisers, een lichte kruiser en drie torpedobootjagers onder bevel van schout-bij-nacht Hiroaki Abe.

Op Rabaul stonden nog 100 bommenwerpers, jachtvliegtuigen en verkenningsvliegtuigen klaar om luchtsteun te bieden.
Het Ka plan voorzag dat zodra Amerikaanse vliegdekschepen ontdekt zouden worden de vliegdekschepen van Nagumo een luchtaanval zouden inzetten.
Eens de vliegdekschepen vernietigd zouden de voorhoede van Abe en de achterhoede van Kondo afrekenen met de oppervlakteschepen. Daarna zouden bommenwerpers Henderson Field bombarderen. Daarna zouden de grondtroepen Guadalcanal en Tulagi heroveren.

## Torpedobootjagers
Vroeg op 22 augustus torpedeerde de Japanse torpedobootjager Kawakaze de Amerikaanse torpedobootjager USS Blue (DD-387). Tanaka had de torpedobootjagers Kawakaze en Yūnagi vooruit gestuurd om een klein konvooi naar Guadalcanal te onderscheppen.

## Luchtverkenning
Op 22 augustus naderden de Japanse en de Amerikaanse vloten elkaar. Beide zetten verkenningsvliegtuigen in, maar die zagen de vijandelijke vloot niet. Een Japans verkenningsvliegtuig zag de USS Enterprise (CV-6), maar werd neergeschoten voordat hij een radiobericht kon zenden. Omdat hij niet terugkeerde, vermoedden de Japanners dat de Amerikaanse vliegdekschepen zich in de buurt bevonden.
Op 23 augustus om 9h50 zag een Amerikaanse Consolidated PBY Catalina watervliegtuig opgestegen vanaf Ndeni op de Santa Cruzeilanden het konvooi van Tanaka. In de late namiddag vertrokken vliegtuigen van de USS Saratoga en van Henderson Field om het konvooi aan te vallen. Tanaka had de Consolidated PBY Catalina opgemerkt en had meteen koers gezet naar het noorden om aan luchtaanvallen te ontsnappen. Tanaka meldde dit aan zijn opperbevel. Mikawa beval hem om naar het noorden uit te wijken en de landing van zijn troepen uit te stellen tot 25 augustus. De hogere in rang Nishizō Tsukahara beval Tanaka om op 24 augustus te landen. Tanaka antwoordde dat dit niet meer mogelijk was.
Op 23 augustus om 18h23 stuurde Fletcher USS Wasp met de rest van task force 18 naar Efate om brandstof te bunkeren.

## Luchtaanval op Henderson Field
Op 24 augustus 1942 om 1h45 beval Nagumo schout-bij-nacht Chūichi Hara met het escorte vliegdekschip Ryūjō, de zware kruiser Tone en de torpedobootjagers Amatzukaze en Tokitsukaze om volle kracht vooruit te varen en tegen zonsopgang een luchtaanval op Henderson Field uit te voeren.
Op de Shōkaku en de Zuikaku stonden bommenwerpers klaar voor het geval Amerikaanse vliegdekschepen ontdekt zouden worden.

## Luchtverkenning
Tussen 5h55 en 6h30 lanceerde de USS Enterprise (CV-6) verkenningsvliegtuigen om de Japanse schepen te zoeken.
Om 9h35 zag een Consolidated PBY Catalina de Ryūjō. Later zagen verkenningsvliegtuigen ook de schepen van Kondo en Mikawa. Rond de middag zagen de Amerikaanse verkenningsvliegtuigen ook Japanse verkenningsvliegtuigen en onderzeeboten.
Om 13h40 gaf Fletcher 38 bommenwerpers van USS Saratoga bevel om de Ryūjō aan te vallen.
Hij hield vliegtuigen klaar voor het geval Japanse vliegdekschepen ontdekt zouden worden.
Om 12h20 stegen zes Nakajima B5N2 "Kate" bommenwerpers en 15 Mitsubishi A6M Zero jachtvliegtuigen op van de Ryūjō om Henderson Field aan te vallen samen met 24 Mitsubishi G4M2 "Betty" bommenwerpers en 14 Zero's uit Rabaul. Om 11h30 waren de vliegtuigen uit Rabaul teruggekeerd vanwege slecht weer.
De USS Saratoga zag de vliegtuigen van de Ryūjō op radar.
Om 14h23 kwamen de vliegtuigen van de Ryūjō aan om Henderson Field te bombarderen, maar ze werden daar meteen aangevallen door jachtvliegtuigen van Cactus Air Force. Drie "Kate"s, drie Zero's en drie Amerikaanse jachtvliegtuigen stortten neer en Henderson Field liep maar weinig schade op.
Om 14h25 zag het verkenningsvliegtuig van de kruiser Chikuma de Amerikaanse vliegdekschepen. Het verkenningsvliegtuig werd neergeschoten, maar kon nog een radiobericht verzenden. Nagumo beval de vliegtuigen van de Shōkaku en de Zuikaku om op te stijgen.
Om 14h50 was de eerste golf van 27 Aichi D3A2 "Val" duikbommenwerpers en 15 Zero's op weg naar de USS Enterprise (CV-6) en de USS Saratoga.
Rond dezelfde tijd zagen twee Amerikaanse verkenningsvliegtuigen de Japanse hoofdmacht, maar Fletcher kreeg hun bericht niet door een probleem met de radioverbinding. De twee verkenningsvliegtuigen vielen de Shōkaku aan, maar zonder schade. Wel keerden vijf zero's terug om de vliegdekschepen te beschermen tegen luchtaanvallen.
Om 16h00 steeg de 2e golf van 27 "Val”s en 9 Zero's op van de Japanse vliegdekschepen naar de Amerikaanse vliegdekschepen.
De voorhoede van Abe stoomde vooruit om de Amerikaanse schepen te beschieten na zonsondergang.'s
Van 17h50 tot 18h19 bombardeerden zeven B-17 Flying Fortress van Espiritu Santo de Zuikaku en de Shōkaku, maar ze berokkenden geen schade en schoten enkel een Zero neer.

## Luchtaanval op deRyūjō
Rond dezelfde tijd vielen de vliegtuigen van de Saratoga de Ryūjō aan met bommen en torpedo's. Verschillende treffers doodden 120 opvarenden en brachten zware schade toe.
Dan kwamen nog B-17 Flying Fortresses op de Ryūjō af.
Zero's van de Ryūjō vielen die aan en beschadigden ze. Een beschadigde B-17s stortte bij de landing neer met vier dode bemanningsleden tot gevolg. De bemanning verliet de zinkende Ryūjō bij zonsondergang. De Amatsukaze en de Tokitsukaze redden de overlevenden en viste ook de vliegtuigbemanningen van de terugkerende vliegtuigen uit de oceaan. Na de redding keerden de twee torpedobootjagers en de Tone terug naar de hoofdmacht van Nagumo.

## Luchtaanval op deEnterpriseen deSaratoga
Om 16h02 zagen de Amerikaanse vliegdekschepen de eerste golf van Japanse vliegtuigen op de radar.
53 Grumman F4F Wildcat gevechtsvliegtuigen stegen op om ze te onderscheppen. Verschillende Wildcats vlogen verloren of werden afgeweerd door de begeleidende Zero's en de meeste “Val” duikbommenwerpers kwamen ongehinderd door. Net voor het bombardement lanceerden de Enterprise en de Saratoga alle bommenwerpers die nog op de dekken stonden. Ze moesten naar het noorden vliegen en doelwitten die ze vonden aanvallen en anders rondcirkelen tot het veilig was om terug te keren.
Om 16h29 vielen de Japanse duikbommenwerpers de Enterprise aan. Wildcats vlogen achter de "Val"s in duikvlucht, bij de luchtafweer van de Enterprise en haar begeleidende schepen slagschip USS North Carolina (BB-55), zware kruiser USS Portland (CA-33), lichte kruiser USS Atlanta (CL-51) en zes torpedobootjagers. Verschillende “Val”s, maar ook vier Wildcats stortten neer door de luchtafweer.
Door de luchtafweer en ontwijkende manoeuvres misten de eerste negen "Val”s de USS Enterprise (CV-6) met hun duikbommen. Om 16h44 doorboorde een bom vier dekken en ontplofte onder de waterlijn. Dit veroorzaakte 35 doden en 70 gewonden en de USS Enterprise (CV-6) maakte slagzij door instromend zeewater.
30 seconden later trof een andere "Val" 5 m verder met zijn bom. De granaten van het 125 mm scheepsgeschut ontploften, 35 kanonniers stierven en een brand brak uit.
Om 16h46 sloeg een derde bom vooraan een krater van 3 m in het dek.
Vier "Vals" braken hun aanval op de USS Enterprise (CV-6) af en vielen de USS North Carolina (BB-55) aan, maar alle vier hun bommen misten en alle vier duikbommenwerpers werden neergeschoten.
Om 16h48 was de aanval voorbij en vlogen de aanvallers terug naar hun vliegdekschepen.
De Japanners hadden 25 vliegtuigen met hun bemanningen verloren.
De Amerikanen verloren zes vliegtuigen en konden de meeste bemanningsleden redden.
De USS Enterprise (CV-6) was beschadigd en stond in brand, maar om 17h46 was de brand geblust en het schip voldoende gerepareerd om vliegtuigen te laten landen.
Om 18h05 keerden de vliegtuigen die de Ryūjō tot zinken gebracht hadden terug op de USS Saratoga.
Om 18h15 kwam de 2e aanvalsgolf aan, maar ze vonden de vliegdekschepen niet en moesten onverrichter zake terugkeren. Vijf van die vliegtuigen gingen verloren door technische defecten.

## Luchtaanval op deChitose
De meeste voor de aanval opgestegen Amerikaanse bommenwerpers vonden geen doelwitten, maar twee Douglas SBD Dauntless duikbommenwerpers van de Saratoga zagen de voorhoede van Kondo en vielen de watervliegtuigendrager Chitose aan met zware schade tot gevolg. De Chitose werd terug naar de Chuukeilanden gesleept voor reparaties tot 14 september 1942.
In de schemering keerden alle Amerikaanse vliegtuigen terug naar ofwel hun vliegdekschepen ofwel Henderson Field.
De Amerikaanse schepen trokken zich terug naar het zuiden buiten het bereik van de Japanse oorlogsbodems.
De schepen van Abe en Kondo waren op weg naar het zuiden, maar keerden rond middernacht terug.
De hoofdmacht van Nagumo, die veel vliegtuigen verloren had en over weinig brandstof beschikte voer ook naar het noorden.

## Luchtaanval op het konvooi van Tanaka
In de waan dat twee Amerikaanse vliegdekschepen buiten gevecht gesteld waren, voer Tanaka opnieuw naar Guadalcanal. Op 25 augustus om 8h00 was hij op 200 km. Bij hem voeren 5 torpedobootjagers Mutsuki, Yayoi, Kagerō, Kawakaze en Isokaze, die in de nacht Henderson Field beschoten hadden met lichte schade tot gevolg.
Om 8h05 vielen vliegtuigen van Henderson Field het konvooi van Tanaka aan. Ze brachten zware schade toe aan de Jintsu, waar 24 doden vielen. Tanaka was bewusteloos.
Het troepentransportschip Kinryu Maru zonk.
De torpedobootjager Mutsuki voer langszij de Kinryu Maru om drenkelingen te redden, maar toen brachten vier B-17s van Espiritu Santo haar met vijf bommen tot zinken.
Tanaka stapte over op de Kagerō, zond de Jintsu terug naar de Chuukeilanden voor reparatie en leidde het konvooi naar de basis op de Shortlandeilanden. De Jintsu moest naar Japan voor reparatie tot 9 januari 1943.
De Japanse schepen bleven nog even bij de noordelijke Salomonseilanden buiten het bereik van vliegtuigen van Henderson Field en keerden dan terug naar de Chuukeilanden, waar ze op 5 september aankwamen.

## Gevolgen
De geschiedkundige Richard B. Frank stelde:
De slag bij de Oostelijke Salomonseilanden was zonder twijfel een Amerikaanse overwinning, maar op lange termijn had ze weinig gevolg, behalve dat er minder Japanse getrainde vliegeniers op vliegdekschepen waren. De Japanse versterkingen die niet per traag transportschip konden komen, bereikten Guadalcanal op andere wijze.
De Amerikanen verloren 7 vliegeniers en de Japanners 61, waarbij 27 van de Shokaku, 21 van de Zuikaku en 13 van de Ryūjō. 
Op de Ryūjō vielen 120 doden, op de Mutsuki 40 en op de Jintsu 24.
De Japanners verloren 33 Zero's, 23 "Val"s, 8 "Kate"s, 7 watervliegtuigen, 1 “Betty” bommenwerper, 2 Kawanishi H8K “Emily” en 1 Kawanishi H6K “Mavis”.
De troepen in het konvooi van Tanaka gingen op de Shortlandeilanden aan boord van snelle torpedobootjagers en gingen vanaf 29 augustus 1942 daarmee naar Guadalcanal, maar zonder hun zware wapens.
Vliegtuigen van Henderson Field brachten op 28 augustus de torpedobootjager Asagiri tot zinken en beschadigden twee andere torpedobootjagers in New Georgia Sound ten noorden van Guadalcanal.
Op Guadalcanal werd op 13 september de Slag om Edson's Ridge gevochten.
Er volgde de Zeeslag bij Cape Esperance en in oktober een beschieting van Henderson Field door twee Japanse slagschepen uit de Chuukeilanden.
USS Enterprise (CV-6) voer naar Pearl Harbor voor reparatie tot 15 oktober 1942. Ze keerde op 24 oktober terug voor de Zeeslag bij de Santa Cruzeilanden, weer tegen de Shōkaku en de Zuikaku.